# 伊贝蒂奥加
伊贝蒂奥加是巴西米纳斯吉拉斯州的一个市镇。总面积353.506平方公里，总人口5057人，人口密度14.3人/平方公里。